# Lola Carr
Lola Carr (hebräisch לולה קאר; auch Lola Fuchs-Carr; geb. als Lola Fuchs 30. November 1918 in Wien; gest. 2009) war eine österreichisch-israelische Malerin. Nach dem „Anschluss Österreichs“ 1938 als Jüdin verfolgt und vertrieben, lebte sie im Exil in London und Paris. In den 1960er Jahren wanderte sie in Israel ein. Ihre Gemälde erzählen die Geschichte ihres Lebens und ihrer Familie.

## Leben

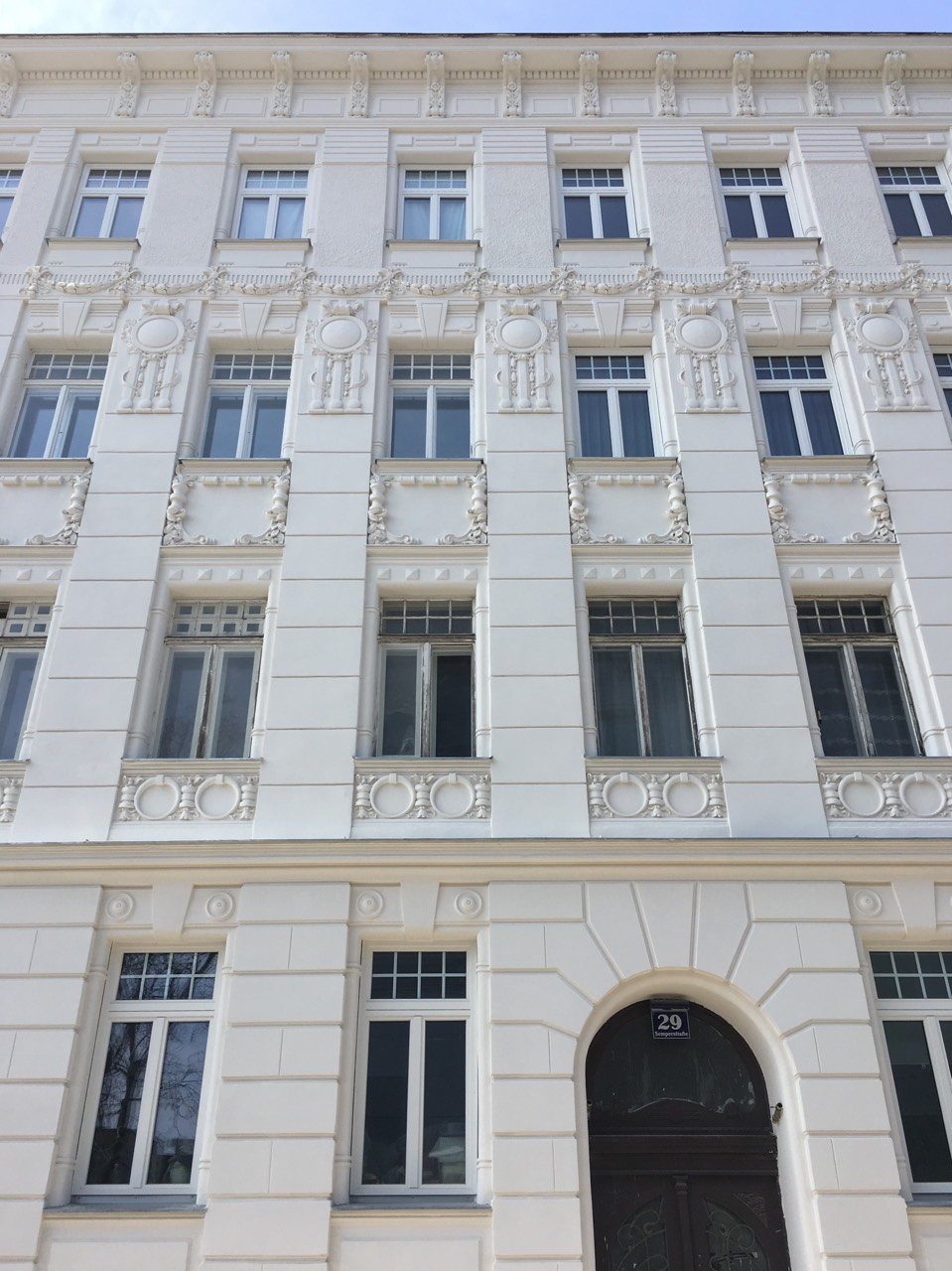
Das Haus in der Semperstraße 29 in Wien, in dem Lola Fuchs mit ihren Eltern bis 1938 lebte

Lola Fuchs’ Vater war der im österreichischen Galizien geborene Journalist und jiddische Schriftsteller Abraham Mosche Fuchs. Ihre Mutter Sonya Fuchs, geborene Paltun, war Pianistin, die mit ihren Eltern aus Odessa nach New York emigriert war, wo sie Fuchs begegnete. Nahezu mittellos trafen beide 1914 in Wien ein, wo sie 1915 heirateten. Lola Fuchs war ihr einziges Kind. Von ihren Eltern deutschsprachig erzogen, las sie die jiddischen Texte des Vaters auch später nicht. 1927 zog die Familie in eine gutbürgerliche Wohnung in der Semperstraße 29 im 18. Wiener Gemeindebezirk. Ihre Matura machte Lola Fuchs an einem privaten Mädchengymnasium.
Sie erhielt schon früh eine Ausbildung als Tänzerin. Mit sechs Jahren war sie Mitglied des Kinderballetts der Wiener Staatsoper. Mit 14 gehörte sie zur Tanzgruppe von Gertrud Kraus und tanzte in der Gruppe von Grete Wiesenthal. Sie besuchte das Wiener Konservatorium für Musik und Tanz von 1934 bis 1938 und trat als Solistin auf.
Als junges Mädchen erlebte sie den wachsenden Antisemitismus in Österreich. 1938 marschierte die Deutsche Wehrmacht ungehindert in Österreich ein und Adolf Hitler verkündete am 15. März auf dem Wiener Heldenplatz einer jubelnden Menge den „Anschluss Österreichs“ an das Deutsche Reich. Die Gestapo inhaftierte Lola Fuchs und ihre Eltern für drei Monate. Noch im selben Jahr konnte die Familie mit Hilfe der Zeitung The Forward, für die der Vater arbeitete, über Paris nach London fliehen.
In London lernte Lola Fuchs den Schriftsteller und Journalisten Maurice Carr (Pseudonym von Maurice Kreitman) kennen, Sohn der Schriftstellerin Esther Kreitmann und Neffe von Israël Joshua und Isaac Bashevis Singer. Er war als Auslandskorrespondent für die Nachrichtenagentur Reuters tätig. Sie heirateten 1939, bekamen in London eine Tochter, Hazel, und zogen 1946 nach Paris. 1959 verbrachte Lola Carr ein Jahr in Israel, wo ihr Vater seit 1950 lebte. 1966 ließ sie sich mit ihrem Mann und ihrer Tochter für einige Jahre in Jerusalem nieder, später in Tel Aviv.

## Malerei

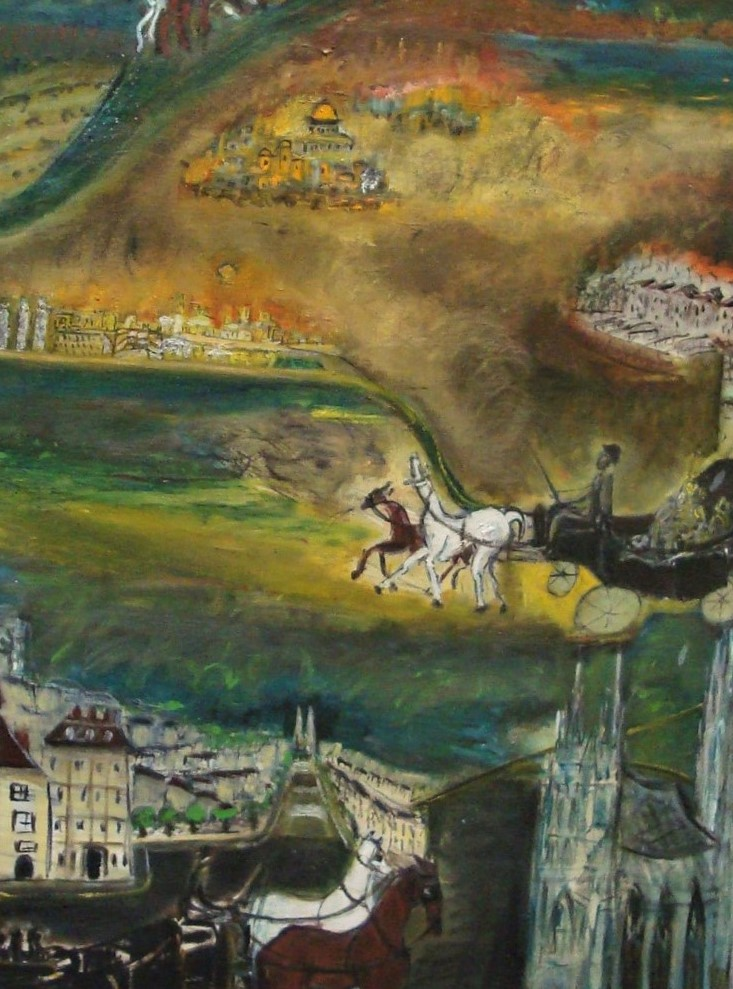
The Journey, Ölgemälde von Lola Carr (undatiert)

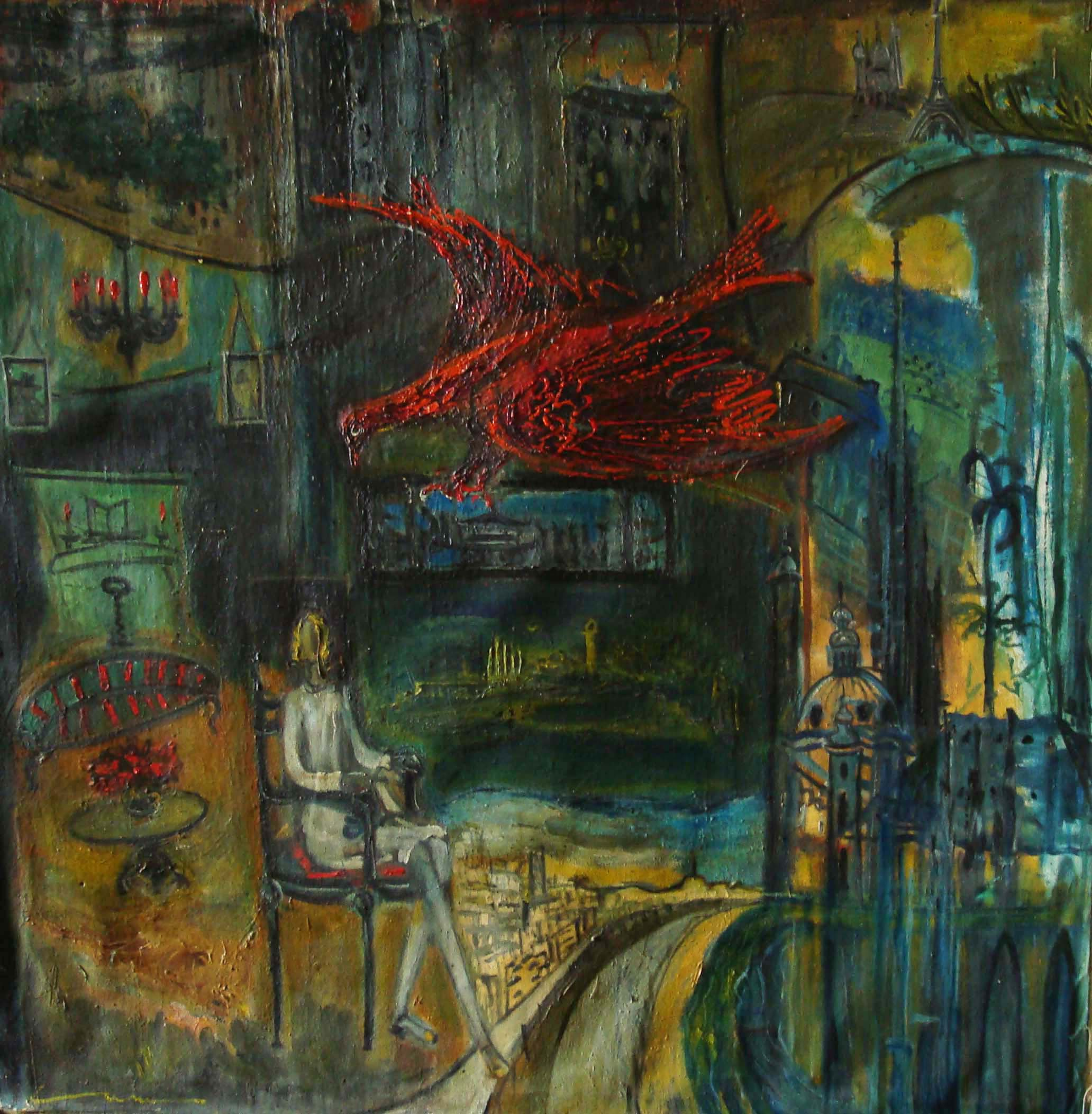
Memories, Ölgemälde von Lola Carr (undatiert)

In Paris begann Lola Carr sich ernsthaft mit der Malerei zu beschäftigen, arbeitete im Atelier von Othon Friesz und studierte ab 1949 Malerei an der Académie de la Grande Chaumière. Sie folgte keinem bestimmten Kunststil. Ihre Bilder wirken traumhaft, manche erinnern an Chagall; die Farbe Rot taucht in fast allen auf. Zu ihren verwendeten Techniken gehören Ölmalerei, Acrylfarben, Tempera, Wasserfarben und Metallplastik. Lola Carr wurde als Künstlerin zeitlebens nicht berühmt und kaum bekannt, doch sie hörte nicht auf zu malen. In ihren Gemälden hielt sie die Erinnerung an ihre Welt in Wien wach.

„Die Bilder erzählen von Reisen in einem roten Fiaker, auf gewundenem Weg zwischen Wien, London, Paris und Tel Aviv. Von einem Wohnsalon, vollgestopft mit Vögeln und Städten. Der Salon ist der ruhende Pol in Lolas Welt in der Wiener Semperstraße, in dem die Mutter Klavier spielt, ihr Vater am Schreibtisch sitzt und Lola lesend auf der Couch liegt. Verlorenes Paradies. Der Himmel ist voller Raubvögel.“

Nach Ausstellungsbeteiligungen in Italien und Frankreich fand im Mai 1975 in Israel ihre erste Einzelausstellung statt. In der Galerie Reneé Darom in Tel Aviv wurden 35 Ölgemälde gezeigt, worüber u. a. die israelische Abendzeitung Maariw berichtete. Einige Bilder würden an die Atmosphäre zwischen Impressionismus und Romantik in Paris zu Beginn des Jahrhunderts erinnern.
1997 präsentierte das Jüdische Museum Wien in der Ausstellung Neuland. Israelische Künstler österreichischer Herkunft Werke von 100 Frauen und Männern, unter ihnen Schriftsteller, Maler, Musiker, die 1938 aus Österreich fliehen mussten, darunter Lola Carr. „Die Ausstellung zeigt nicht nur den bedeutenden Platz, den Österreicher im kulturellen Leben Israels einnehmen, sondern zeigt auch den Verlust an kreativer Potenz, den Österreich durch die Emigration erlitten hat“, schrieb Julius H. Schoeps im Vorwort zum Begleitbuch. Der Ausstellung ist ein mehrjähriges Forschungsprojekt der Exilbibliothek im Literaturhaus Wien unter der Leitung von Ursula Seeber vorausgegangen.
Von Dezember 2017 bis Januar 2018 stellte in Paris die Galerie Hervé Courtaigne in der Themenschau Orient Express. De Paris à Istanbul Lola Carrs Gemälde Arrival in Vienna aus, ein Porträt ihrer Eltern auf dem Bahnsteig des Wiener Bahnhofs. Die Ausstellung war denjenigen Künstlern der Nouvelle École de Paris gewidmet, die an der Strecke des Orient Express gelebt hatten und aus verschiedenen Gründen nach Paris emigriert waren.

## Einzelausstellungen (Auswahl)
- 1975: Galerie Renée Darom, Tel Aviv.[7][16]
- 1976: Galerie Katia Granoff, Paris.[7][16]